# بنه بلوط (کهگیلویه)
بنه بلوط (کهگیلویه)، روستایی از توابع بخش لنده شهرستان لنده در استان کهگیلویه و بویراحمد ایران است.

## جمعیت
این روستا در دهستان طیبی گرمسیری شمالی قرار دارد و براساس سرشماری مرکز آمار ایران در سال ۱۳۸۵، جمعیت آن ۳۵۰ نفر (۵۴خانوار) بوده‌است.